# Рыцарское воспитание
Рыцарское воспитание — система воспитания сыновей светских феодалов: до 7 лет в семье; при дворе сеньора — до 14 лет — пажи; до 21 года — оруженосцы. Рыцарское воспитание включало обучение семи рыцарским добродетелям: верховой езде, фехтованию, владению копьём, плаванию, соколиной охоте, сложению стихов в честь дамы сердца, игре в шахматы, — а также придворному этикету. Будущие рыцари получали и религиозное воспитание. В 21 год оруженосцы проходили обряд посвящения в рыцари.
В рыцарской системе образования мальчик в возрасте 10–12 лет попадал в дом знатного феодала или ко двору короля в качестве пажа. Прислуживая своим благодетелям, ребенок учился хорошим манерам, игре на музыкальных инструментах, пению, танцам, стихосложению, верховой езде, обращению с оружием. Юный паж должен был усвоить такие ценности, как доблесть, храбрость, стремление к славе, великодушие, бескорыстное поклонение даме. 
В 14–16 лет подросток становился оруженосцем, занимался разносторонней военной и физической подготовкой. 
В 18–21 год молодой человек после многочисленных испытаний посвящался в рыцари, в этот период священник обучал юного феодала богословию. 
К XIV в. рыцарство утратило влияние в обществе, но идеал рыцарского воспитания, включавший изучение французского языка, чтение литературы, игру в шахматы, сочинение и пение собственных стихов, игру на музыкальных инструментах, владение копьем, фехтование, езду верхом, плавание, еще долгое время оказывал значительное воздействие на воспитание в Европе (например, отразился в «теории воспитания джентльмена» Д. Локка).